# رحلة الشهاب إلى لقاء الأحباب
رحلة الشهاب إلى لقاء الأحباب والمعروف كذلك بـ رحلة أفوقاي الأندلسي، واختصره في كتاب آخر عنونه بـ ناصر الدين على القوم الكافرين، هو كتاب في أدب الرحلات للرحالة الموريسكي أحمد بن قاسم الحجري المشهور بـ أفوقاي والشهاب الحجري ويتمحور الكتاب حول فراره بدينه وبدنه من ملاحقة محاكم التفتيش سنة 1597م من ضواحي غرناطة، وذهابه إلى مرسى شنتمرية بالبرتغال، وتنكره كمسيحي من إشبيلية، وركوبه بارجة برتغالية مدعيًا توجهه إلى مدينة مازاغان التي كانت تحت الاحتلال البرتغالي، ليهرب هو وجماعة معه إلى بلاد المسلمين ويرسو في ميناء أزمور المغربي. عرضت الرحلة تطورات الأوضاع التي دفعت المسلمين المورسكيين إلى مواجهة السلطة القشتالية تصديا لحملة التنصير التي اجبروا عليها، وكيف أدت لاندلاع ثورتهم الكبرى في غرناطة، بالإضافة إلى الحيل التي لجأوا إليها للتخفي من محاكم التفتيش التي استهدفتهم وأنزلت بهم اشد صنوف العذاب. تلتها رحلة أفوقاي في وصف لاهاي بين 1611-1613، وهي تروي عن زيارة الرحالة لبلاد الهولنديين، يصف فيها لاهاي وأمستردام، وأنشغل في هذه الرحلة بمحاورة الفرنسيين والهولنديين من أجل عرض قضيته الموريسكية، وكانت المناظرات حول الأديان.
تعتبر وثيقة تاريخية نادرة، وأحد أهم النصوص في اللغة العربية التي تناولت تجربة المورسكيين العرب المتنصرين، رغم أن هذا الكتاب لم يصل إلي هذا العصر، حيث مازال المخطوط مفقود، وما وصل منه مجرد شذرات وجدت في كتاب مخطوط عنوانه زهرة البستان في نسب أخوال سيدنا المولى زيدان.

## تاريخ
رحلة الشهاب إلى لقاء الأحباب يقصد بالأحباب همن فيما يرجح أنهم إخوانه المسلمون فيما وراء البحر أي في عدوة المغرب، التي لجأ إليها. فعندما دخل أفوقاي بلاد المغرب كان سلطانها أحمد المنصور الذهبي، وكان قد تولي منصبه في جمادى الأولى سنة 986 هـ الموافق لأغسطس 1578م وسط معركة وادي المخازن، التي لقي فيها البرتغاليون على يد المغاربة هزيمة كبيرة، فلقب بالمنصور تيمنا بالنصر الذي أحرزته جيوش المغرب، وكان عصره من أعظم عصور المغرب، وكان حينما وفد عليه الشهاب الحجري أفوقاي بلغت مدة حكمه أكثر من عشرين عاما. فلما قدّم إليه قائده محمد بن إبراهيم الشعياني وكان أثيرا لديه وموضع ثقته وتقديره لما أبداه في حكم منطقة أزمور من حزم، لمّا قدم إليه هذا الأندلسي الفار، ووقف على قصته وما يتمتع به من براعة أدبية ولغوية، أولاه عطفه وأمر بتعيينه مترجما للبلاط، وأبدى الشهاب براعة في أعمال الترجمة من العربية إلى الإسبانية ومن الإسبانية إلى العربية، وأسبغ عليه لقب «ترجمان سلاطين مراكش». وكان يستعمله السلطان سفيرا عنه في بعض البلاد الأوروبية. ولما توفي السلطان أحمد المنصور في سنة 1012 هـ (1603م) استمر الشهاب في عمله بالبلاط المغربي خلال الحرب الأهلية بين السعديين التي تلت وفاة المنصور ثم مدة أخرى في ظل ولده السلطان مولاي زيدان. الذي أرسله في مهمة إلى بلاد هولندا وفرنسا.

## محتوى

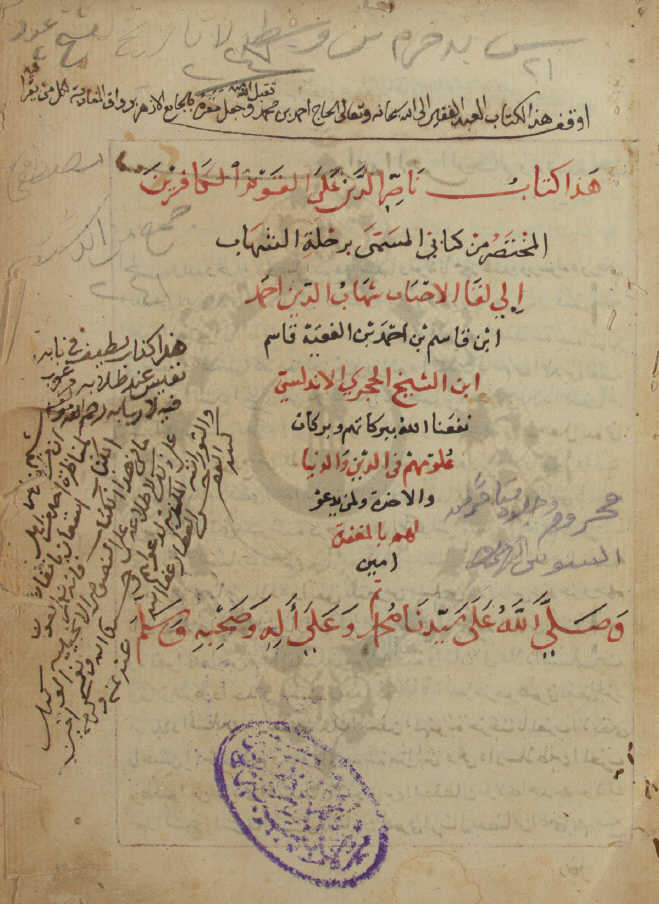
مخطوطة «ناصر الدين على القوم الكافرين»، المختصر من «رحلة الشهاب إلى لقاء الأحباب» - مخطوطات الأزهر.

### بلاد فلاندس
يطلق أفوقاي على بلاد هولندا اسم فلنضس وهي التسمية اللاتينية الشائعة حينذاك Flandes، وهي التسمية التي تطلق حاليا على الأقاليم البلجيكية الناطقة بالهولندية، وكتب أفوقاي عن تلك البلاد: «نمشي إلى فلنضس، لأنهم لا يضرون المسلمين، بل يحسنون إليهم». وتزامنت زيارة الحجري الأندلسي إلى هولندا مع صعود حركة الإصلاح البروتستانتي، ويكتب عن ذلك:
| رحلة الشهاب إلى لقاء الأحباب | "وبعد أن ظهر في تلك البلاد رجل عالم عندهم يسمى بلُطْرِي (لوثر)، وعالم آخر يسمى بقَلْبِن (كالفن) ، وكتب كل واحد منهما ما ظهر له في دين النصارى من التحريف، والخروج عن دين سيدنا عيسى، والإنجيل، وأن البابا برومة يضلون الناس بعبادة الأصنام، وبما يزيدون في الدين، بمنع القسيسين، والرهبان من التزويج، وغير ذلك كثير. ودخل في هذا المذهب جميع أهل فلنضس" | رحلة الشهاب إلى لقاء الأحباب |

ويصف زيارته لمدينة لاهاي، التي يسميها «الهاية»:
| رحلة الشهاب إلى لقاء الأحباب | "ثم مشينا من مدينة ليذا (ليدن) إلى مدينة الَهَايَهْ (لاهاي)، فيها دار أميرهم، والديوان. والتقيت هنالك برسول الأمير. كنت عرفته بمراكش، وكان شاكراً إلي كثيراً على ما وقفت معه في سجنه حتى خلصته منه." | رحلة الشهاب إلى لقاء الأحباب |

وتطرق أفوقاي إلى إطلاق الهولنديين سراح 300 من المسلمين ممن احتجزهم الأسبان في السفن، وقام الهولنديون بارسالهم إلى المغرب كهدية لتحسين العلاقات الثنائية. كما يصف أفوقاي الأندلسي مدينة أمستردام على النحو التالي:
| رحلة الشهاب إلى لقاء الأحباب | "ولما أن بلغنا إلى مدينة مسترضام، رأيت العجب في حسن بنيانها، ونقائها، وكثرة مخلوقاتها، تكاد أن تكون في العمارة مثل مدينة بريش بفرنجة (باريس) ولم تكن في الدنيا مدينة بكثرة السفن مثلها. قيل أن في جميع سفنها، صغاراً وكباراً، ستة آلاف سفينة. وأما الديار، كل واحدة مرسومة، ومزوقة من أعلاها إلى أسفلها بالألوان العجيبة. ولن تشبه واحدة أخرى في صنع رقمها. والأزقة كلها بالأحجار المنبتة. والتقيت بمن رأى بلاد المشرق، وبلاد الصقالبة، ورومة، وغيرها من بلاد الدنيا. قال لي إنه ما رأى مثلها في الزين والملاحة." | رحلة الشهاب إلى لقاء الأحباب |

[بحاجة لمصدر]

## فكره
يتضح من الأسلوب الذي ترجم به الشهاب هذا الكتاب أن اللغة العربية كانت ما تزال قوية عند المورسكيين المثقفين، بالرغم من كل ما فعلته إسبانيا، وفعله ديوان التحقيق الإسباني، لقتل العربية والتراث الأندلسي العربي. ويشير الشهاب في كتابه إلى المقري مؤرخ الأندلس وإلى كتابه الجامع «نفح الطيب» وقد عاش الرجلان في نفس العصر، والظاهر أن أفوقاي قد لقى المقري بمصر خلال مروره بها في طريقه إلى الحج أو خلال العودة منه، وذلك في نحو سنة 1040 هـ / 1631 م قبيل وفاة المقري بقليل.
كانت لأفوقاي معرفة عميقة بالديانتين المسيحية واليهودية، وكانت له استشهادات من نصوصها وكتبها المقدسة. وكان بحق مُعبّرا عما قد نسميه اليوم بحوار الثقافات الذي لم يكن أن يكون آنذاك إلا حوار أديان.
كانت له مفاوضات مع الأمير الهولندي موريس من اورانج حول إمكانية حدوث تحالف بين هولندا والإمبراطورية العثمانية والمغرب والموريسكيين، ضد عدو مشترك: إسبانيا. حيث كان أكبر هم أفوقاي هو استرجاع الأندلس واقناع الحكام في التوجه إلى تحريره، لكنه فشل في ذلك، ويروي أفوقاي حول ذلك:
| رحلة الشهاب إلى لقاء الأحباب | " جزيرة الأندلس استردادها سهل, و استرجاعها قريب (...) و لما دخلت في أيام المنصور مراكش وجدت عنده من الخيل نحو ستة و عشرين ألفا, فلو تحركت هذه لفتحها و استولت عليها في الحين". | رحلة الشهاب إلى لقاء الأحباب |

وهي دعوة لم تصدر من أفوقاي وحده، فأغلب القادة العسكريين الأندلسيين في الجيش المغربي كانوا يضغطون ويمهدون لدخول إسبانيا، خصوصا بعد هزيمة الأرمادا، لكن السلطان اعتبر هذه المغامرة تهورا فقام بصرف طاقة الجيش في الحرب المغربية السونغية وهي ناحية بعيدة في الصحراء الكبرى.